# Antares (rachetă)

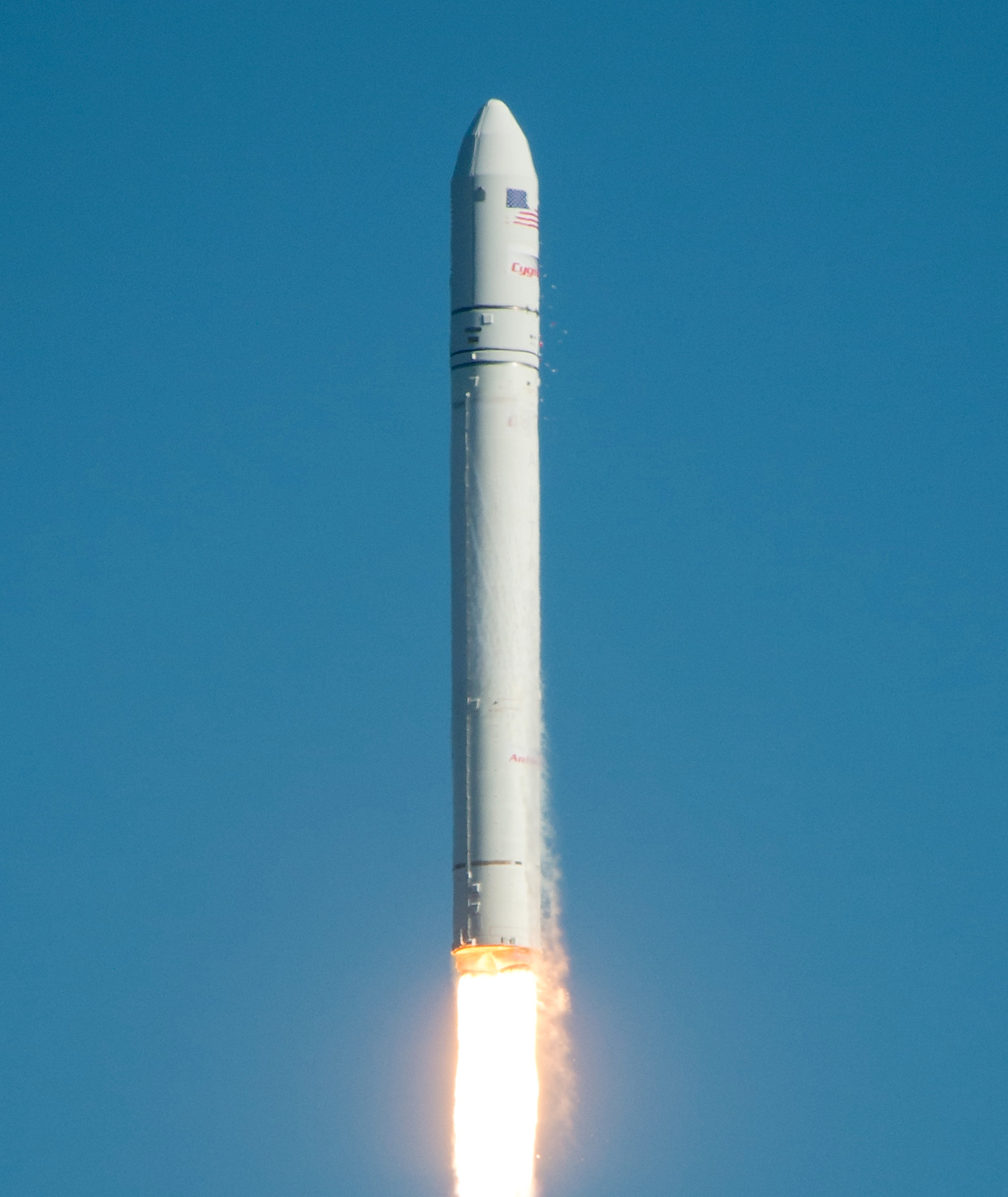
Lansarea rachetei Antares 110

Antares, cunoscută anterior în timpul dezvoltării timpurii ca Taurus II, este un sistem de lansare consumabil dezvoltat de Orbital Sciences Corporation. Având abilitatea de a lansa sarcini utile de peste 5000 kg în orbita joasă a Pământului, Antares a făcut zborul inaugural la 21 aprilie 2013. Concepută pentru a lansa nava spațială Cygnus către Stația Spațială Internațională, ca parte a programelor NASA COTS și CRS, Antares este cea mai mare rachetă operată de Orbital Sciences. 
La 28 octombrie 2014, o rachetă Antares a explodat imediat după decolare, distrugând complet capsula fără pilot Cygnus și provocând daune lansatorului Orb.0 aflat în portul spațial regional din mijlocul Atlanticului. Este prima lansare pe timp de noapte a rachetei și a treia misiune de aprovizionare a Cygnus spre Stația Spațială Internațională.  

## Legături externe
- Site web oficial